# Per-Anders Blomqvist
Per-Anders Blomqvist (8 settembre 1958) è un ex calciatore svedese, di ruolo difensore.

## Carriera

### Club
Blomqvist giocò nello Åtvidaberg, per cui disputò 27 incontri nell'Allsvenskan. Passò poi al Vilans BoIF e ai norvegesi del Kvik Halden. Nel 1986 tornò in Svezia, per militare nelle file dell'Oddevold.